# Volo Nepal Airlines 183
Il volo Nepal Airlines 183 era un collegamento di linea operato il 16 febbraio 2014 dalla Nepal Airlines Corporation, compagnia di bandiera nepalese, e in servizio fra l'aeroporto di Pokhara e l'aeroporto di Jumla nella zona centrale del Nepal.

## L'aereo
Il velivolo, un DHC-6 Twin Otter (registrazione 9N-ABB) consegnato a Nepal Airlines nel 1971, era stato precedentemente coinvolto in due incidenti: il 10 giugno 1973 su un volo da Biratnagar a Katmandu, l'aereo era stato dirottato da tre uomini del partito del Congresso nepalese che avevano chiesto denaro ed erano poi fuggiti dopo lo sbarco in Bihar, India. Nessuno dei tre membri dell'equipaggio e 18 passeggeri era rimasto ferito. Il 5 luglio 1992, i piloti ne avevano perso il controllo direzionale durante il decollo da Jumla in un volo verso Birendranagara. L'aereo era uscito di pista e aveva sfondato la recinzione perimetrale dell'aeroporto. Nessuno dei tre membri dell'equipaggio era rimasto ferito e non c'erano passeggeri a bordo.

## Passeggeri ed equipaggio
Secondo un funzionario dell'Autorità per l'Aviazione Civile del Nepal, tutti a bordo, tranne un passeggero danese, erano nepalesi, compreso un bambino.

## L'incidente
L'aereo partì dall'aeroporto di Pokhara, nel Nepal centrale, con quindici passeggeri e tre membri dell'equipaggio a bordo ed era previsto che arrivasse all'aeroporto di Jumla, nel nord-ovest del paese, alle 13:45, ora solare del Nepal (08:00 UTC). A trenta minuti dall'inizio del volo, il Twin Otter da 19 posti stava tentando di deviare verso l'aeroporto di Bhairahawa a causa delle cattive condizioni meteorologiche, provocando la perdita del contatto radio. L'ultima comunicazione con l'equipaggio dell'aereo avvenne alle 13:13, quando i piloti segnalarono la propria posizione approssimativa alla torre di Bhairahawa, a Khidim. L'aereo alla fine si schiantò nella giungla di Masine Lek, vicino a Dhikura.
Sebbene nessuno avesse assistito all'incidente, alcuni residenti videro i resti dell'aereo precipitato. All'inizio nessuno fu in grado di raggiungere il luogo del disastro a causa della scarsa visibilità. Quando le squadre di soccorso e recupero alla fine raggiunsero il sito dello schianto, trovarono i corpi di tutti i diciotto a bordo sparsi sulla collina.
Secondo l'esercito del Nepal, il luogo dell'incidente si trovava a un'altitudine di 7 000 piedi (2 100 m). Parti del relitto furono trovate fino a sette chilometri dal sito.

## Le indagini
Il governo nepalese formò una squadra di quattro uomini per indagare sull'incidente. Il registratore di volo dell'aereo venne recuperato dal sito del disastro. La squadra investigativa avrebbe dovuto riferire i suoi risultati entro due mesi dall'incidente.
Il rapporto finale venne rilasciato il 25 agosto 2014. Si scoprì che l'incidente era stato causato da una mancanza di coordinamento dell'equipaggio, dalla mancanza di consapevolezza situazionale e dalle pessime condizioni meteo.